# Werferth
Werferth ou Wærferth est un prélat anglo-saxon de la fin du IXe siècle et du début du Xe siècle.

## Biographie
Originaire de Mercie, Werferth devient évêque de Worcester au plus tard en 872. Il s'implique dans la défense de son diocèse contre les Vikings à travers la construction de fortifications dans la ville de Worcester entre 889 et 899, dont témoigne une charte des souverains de Mercie Æthelred et Æthelflæd.
Néanmoins, Werferth est surtout connu en tant que membre de l'entourage lettré du roi de Wessex Alfred le Grand. Il rejoint sans doute sa cour assez tôt, car il est mentionné dans le testament du roi, dressé dans les années 880, comme bénéficiaire d'un legs de 100 mancus d'or,. C'est à la demande d'Alfred que Werferth traduit les Dialogues du pape Grégoire le Grand en vieil anglais. Dans son Histoire du roi Alfred, Asser affirme que cette traduction est faite « avec soin et de façon très élégante ». Cette mention suggère que le travail de Werferth a pris place avant qu'Asser n'achève son Histoire, en 893. La version vieil-anglaise des Dialogues est révisée de manière approfondie par un auteur anonyme entre 950 et 1050,.
Werferth meurt à une date inconnue entre 907 et 915, sous le règne d'Édouard l'Ancien, fils et successeur d'Alfred.